# 蒙恬科技
蒙恬科技股份有限公司（PenPower Technology），簡稱蒙恬，是一間台灣的智慧型人機介面核心技術研發公司，於1991年9月24日創立。
董事長暨總經理為蔡義泰，營運長為史靜芬。秉持「創新，讓科技更貼心」的經營理念，朝向「說（Text To Speech）、讀（OCR）、聽（Voice Recognition）、寫（Handwriting Recognition）、看（Video Recognition）」智慧型人機介面技術整合開發，且持續創新研發多核心、多平台、多語系之辨識技術，成功推出自有品牌之產品，並成為資訊科技、技術、解決方案與專業服務之領導供應商。
於2001年獲英特爾入股，並於2002年12月23日於台灣股票正式上櫃買賣。 於雅虎香港的首頁上也是使用了蒙恬科技的手寫技術來提供手寫服務。

## 消費性產品
| 手寫應用系列    | 語音應用系列 | 名片管理系列 | 輸入翻譯系列 | 繪圖創作系列         |
| --------------- | ------------ | ------------ | ------------ | -------------------- |
| 隨行蒙恬筆      | 行動聽寫王   | 名片王金典版 | 藍牙掃譯筆X  | TOOYA Master繪圖板   |
| 樂活蒙恬筆      | 蒙恬手機控   | 名片王炫彩版 | USB掃譯筆    | TOOYA Fun plus繪圖板 |
| 悠遊蒙恬筆      |              | 名片雲訂閱版 | 蒙恬點譯筆   |                      |
| 蒙恬電紙筆      |              |              |              |                      |
| 無線小蒙恬      |              |              |              |                      |
| Max小蒙恬       |              |              |              |                      |
| EZ GO pro小蒙恬 |              |              |              |                      |
| 晶鑽小蒙恬      |              |              |              |                      |

## 企業解決方案
技術授權方案
完整的科技解決方案，提升企業效能
- 手寫辨識
- 光學文字辨識
- 名片辨識
- 地址電話辨識
- 醫院診斷書辨識

蒙恬名片雲團隊版
打造企業私有雲，隨時掌握人脈資訊

電子簽名
配合不同的應用環境及業務需求，提供多種規格簽名版
- BreezySign - 台灣電子簽名第一品牌 : 推動企業機關無紙化、節能減碳、30年以上軟硬整合、雲端服務研發與落地導入經驗

證件辨識
資料快速辨識及應用，提高作業效率